# Jasper van Culemborg
Jasper van Culemborg (ca. 1445 – Gent, 21 november 1504) was heer van Culemborg, Lienden, Honswijk, Ewijk, Goilberdingen en Hoogstraten, gouverneur van Leerdam (1480-82) en kamerling (vertrouweling) van Maximiliaan van Oostenrijk.

## Levensloop
Jasper was een zoon van Gerard II van Culemborg en Elisabeth van Buren. Op 27 februari 1470 of 1471 trouwde hij in Brugge met Johanna van Bourgondië (1459-1511), een dochter van Anton van Bourgondië en Maria de la Viefille, wat hem in de gunst bracht van het Bourgondische huis. Zij kregen negen of tien kinderen, van wie alleen de dochters de volwassen leeftijd hebben bereikt. Jaspers oudste dochter en erfgename Elisabeth van Culemborg zou hem in 1504 opvolgen als vrouwe van Culemborg.
Rond 1474 had hij Slot Doddendael in leen. Doddendael werd toen beschreven als “Borch, huys ende hoff tot Ewic”. Op 4 maart 1480 werd Jasper door Maximiliaan van Oostenrijk benoemd tot gouverneur van Leerdam en het land ter Leede om daar de onrust te bestrijden. Werd in april 1480 met Schalkwijk beleend door David van Bourgondië. In 1482 ontvoerden 20 mannen de edelman 'Henrik van Maurik' naar de Schoonrewoerdse toren. Daar belegerde Jasper van Culemborg de toren en wist uiteindelijk 14 mannen gevangen te nemen. Kort daarna kreeg heer Jasper een conflict met zijn zwager Frederik van Egmont over het bestuur van Leerdam en omgeving. Maximiliaan van Oostenrijk bemiddelde hierin en gaf Frederik gelijk, waarna Jasper zijn functie opgaf. Op 14 juli 1485 werd Jasper beleend met Arnemuiden door Maximiliaan van Oostenrijk.
In 1490 begon onder leiding van Jasper de aanleg van een haven in Culemborg. In 1492 was er een geschil tussen de heer van Culemborg en het Sticht Utrecht over de hoge rechtsmacht in Honswijk. In 1497 is er een conflict over het vruchtgebruik op de tienden van Goilberdingen met het sticht, Jasper geeft een verklaring in Utrecht en zijn schuld wordt uiteindelijk kwijtgescholden. In de Gelderse Oorlogen hield Jasper zich afzijdig. In 1504 trok hij voor zaken naar Gent, waar hij ernstig ziek werd. Kort voor zijn overlijden wist hij zijn testament nog op te stellen in het huis van Lodewijk van Marke. Na zijn overlijden werd zijn lichaam naar Culemborg gebracht, waar hij in de kelder van de Sint-Barbarakerk werd begraven.

## Huwelijk en kinderen
Jasper had met Johanna van Bourgondië (1459-1511) de volgende kinderen:
- Elisabeth van Culemborg (1475-1555), opvolgster
- Karel van Culemborg (1476 †), jong overleden
- Johanna van Culemborg (1482 †), jong overleden
- Anna van Culemborg (1483-1509), huwde met Jan van Pallandt (hun kleinzoon Floris I van Pallandt erfde later Culemborg
- Gerard van Culemborg (1483 †), jong overleden
- Cornelia van Culemborg, huwde met Willem van Rennenberg
- Aleid van Culemborg, huwde Francois van Bailleul
- Magdalena van Culemborg (1491-), huwde Guillaume de Noyelles (ca. 1485-) graaf van Langlée[8]

Jasper had ook nog twee bastaardzoons:
- Johan van Culemborg
- Frans van Culemborg

## Grafschrift Sint-Barbarakerk in Culemborg
"Hier ligge begrave die Edel Wailgeboren vermogende Jonkheere Jaspar Heere tot Culemborch, tot Borsele, tot Weerde, tot Hoechstraate, tot Sint Martynsdyk, die sterft in 't Jaer An°. XVc en IIII. den XXIen dach van Nove(m)bre, en die Edel Wailgebore Jonckfrawe Jonkfraw Johanne van Boirgoinigne syn wyf, dochter van Heer Antheunius de Groote bastardt van Boirgoinigne die sterft in 't Jaer An°. XVc en XI. den IXen dach van Februario. Bidt voor de ziele"